# Museo della cultura contadina (Albinia)
Il museo della cultura contadina è un museo storico-etnografico situato nella frazione di Albinia, nel territorio comunale di Orbetello (GR).

## Storia
Il museo di Albinia è stato inaugurato il 7 maggio 2004 in alcune stanze dell'edificio della scuola media in via Salvo D'Acquisto, ed ha come scopo quello di documentare la storia del territorio e la società rurale della Maremma a sud di Grosseto, dagli inizi del XX secolo agli interventi di bonifica e alla riforma fondiaria. È inserito nella rete museale provinciale Musei di Maremma. Dal 12 novembre 2012, in seguito all'alluvione che colpì il paese e le campagne limitrofe, il museo è chiuso e non è ancora prevista una data d'apertura.

## Sale espositive
Il percorso museale si snoda in tre sale espositive che affrontano ciascuna una diversa tematica legata alla storia e al territorio di Albinia. All'ingresso, dove è situata la biglietteria, prima di accedere alle sale, è posto un plastico che riproduce in scala 1:12.500 il territorio agrario tra i fiumi Osa e Albegna, fino al Lazio, come appariva negli anni tra il 1941 e il 1944, con una cartografia su cui si possono leggere i nomi del luoghi. Alle pareti sono situate alcune foto panoramiche tra gli anni trenta e cinquanta, e altre che mettono in evidenza lo sviluppo edilizio della frazione di Albinia nel corso degli anni.

### Prima sala
La prima sala espositiva è dedicata alla vita dei contadini dagli inizi del XX secolo agli anni a cavallo tra le due guerre mondiali, con particolare attenzione alla difficile situazione del latifondo, con il disagio sociale procurato dalla mezzadria e le lotte per la terra. Sono esposte riproduzioni di quadri di artisti come Paride Pascucci o Memo Vagaggini, fotografie storiche del territorio, e altre in collaborazione con l'archivio storico di Grancia di Roberto Ferretti e la Casa museo di Monticello Amiata. In un pannello sono raccolti un gran numero di strumenti di lavoro e utensili della vita quotidiana. Completano la visita alcune testimonianze letterarie di grandi scrittori italiani (Federigo Tozzi, Carlo Cassola, Ignazio Silone e, soprattutto, Luciano Bianciardi) ed una raccolta fotografica di antichi fabbricati rurali (Capalbio, Albinia, Manciano, Magliano e Marsiliana) con particolare riferimento a quelli dove furono uccisi i celebri briganti Domenico Tiburzi e Luciano Fioravanti.

### Seconda sala
La seconda sala è dedicata interamente alle opere di bonifica, avviate nel 1929 dal consorzio Osa-Albegna per l'arginamento dei fiumi e la canalizzazione. Alcune fotografie documentano le grandi opere effettuate nella Maremma meridionale, come gli argini dei fiumi Osa e Albegna, i ponti, i canali, ma anche gli uomini, i lavoratori, i braccianti che hanno lavorato per questa terra. Sono infine esposte delle cartografie che mostrano al visitatore i progetti di espropri che vennero realizzati e messi in atto al fine di iniziare la colonizzazione di aree rurali da tempo incolte e avviare quel processo di trasformazione del territorio avvenuto poi con la riforma fondiaria.

### Terza sala
La terza e ultima sala ripercorre quel periodo che tra il 1951 e il 1977 vide il radicale mutamento e riorganizzazione dei terreni delle campagne maremmane con l'attuazione della riforma fondiaria e l'istituzione dell'Ente Maremma. Le foto esposte sono per la maggior parte scattate dallo studio fotografico romano Gioberti, facenti parte di una raccolta della Regione Toscana ospitata presso l'archivio storico di Grancia, nel comune di Grosseto. È possibile poi ammirare numerose cartografie di appoderamenti, delle opere di trasformazione – come ad esempio la costruzione delle condotte dell'Acquedotto del Fiora – e della realizzazione ex novo di centri abitati e villaggi, alcuni dei quali divenuti importanti frazioni popolose come Borgo Carige, Marsiliana e la stessa Albinia.